# Schizonycha circularis
Schizonycha circularis är en skalbaggsart som beskrevs av Brenske 1899. Schizonycha circularis ingår i släktet Schizonycha och familjen Melolonthidae. Inga underarter finns listade i Catalogue of Life.